# Cuprum Lubin
El MKS Cuprum Lubin es un club de voleibol de Lubin, en el voivodato de Baja Silesia, en Polonia. Actualmente juega en la Polska Liga Siatkówki, la máxima categoría del país.

## Historia
El equipo nació por iniciativas de varios jóvenes de la ciudad, que querían poner a prueba su nivel contra otros clubes profesionales de Polonia. En un principio, el MKS Cuprum Lubin se dedicaba a jugar torneos amistosos entre los equipos semiprofesionales de Baja Silesia. Tras pasar cuatro años en la II Liga, ascendió en la temporada 2010 a la I Liga, la segunda división de la Polska Liga Siatkówki, hasta finalmente alcanzar la máxima división (PlusLiga) en la temporada 2014/15.